# BxMxC
「BxMxC」（ビー・エム・シー）は、BABYMETALの配信シングルおよびLP。2020年にBMD FOX RECORDSから発売された。

## 概要
2019年に発売された3rdアルバム『METAL GALAXY』のJapan Complete Editionに限定収録されている楽曲で、2020年1月に幕張メッセ国際展示場で開催されたワンマンライブ「METAL GALAXY WORLD TOUR IN JAPAN EXTRA SHOW LEGEND – METAL GALAXY」で初披露され、その後の海外ツアーでも披露されており、ファンの間でパフォーマンスが話題の楽曲となっていた。

## リリース
リリース形態は、日本国外では2020年10月9日からスタジオ音源の世界配信（日本では既に配信中）がミュージック・ビデオ（以下MV）の公開に合わせて開始された。また、日本では同年12月9日に12インチのアナログ盤「JAPAN LIMITED EDITION」としてリリースされ、前述のスタジオ・アルバム『METAL GALAXY』とライブ・アルバム『[[LEGEND - METAL GALAXY (アルバム)|LEGEND – METAL GALAXY [DAY-2]]]』に収録されている当楽曲の音源をシングルカットする形で1枚に収められている。なお、アナログ盤ジャケットやMVで使用されている「BxMxC」のロゴデザインは江川敏弘が務めている。

## 音楽性
重厚なビートを取り入れたトラップメタル（トラップ＋ラップメタル）系のサウンドで、SU-METAL（ボーカル、ダンス）によるヒップホップを由来としたフロウや、MOAMETAL（スクリーム、ダンス）のスクリームパートなどが印象的な楽曲となっている。

## ミュージック・ビデオ
当楽曲のミュージック・ビデオ（以下MV）は2020年10月9日にYoutubeのBABYMETAL公式チャンネルで公開され、2016年に制作された「KARATE」以来のスタジオ収録となり、監督は「ド・キ・ド・キ☆モーニング」を担当した田中紫紋が務めている。MVの内容は「メタルサイファー」と題したフリースタイルのラップバトルさながらに、フリースタイルなメタルを得意とするBABYMETALが屈強な敵たちとメタルバトルを展開、メタルの新境地を切り開いていくというストーリーになっている。海外動画リアクターからは格闘ゲーム、「作風がモータルコンバット(Mortal (K)Combat)のようだ」との反応を垣間見ることができる。
2024年7月9日、翌日7月10日発売の映像作品『「BABYMETAL WORLD TOUR 2023 - 2024 LEGEND - MM」“20 NIGHT”』より「BxMxC」のライブ映像を公開した。ワールドツアーを通してより一層研ぎ澄まされたフロウと攻撃的で地を這うようなサウンドが印象的な楽曲で、無数に飛び交うレーザーと巨大LEDに映し出されたリリックの演出と一体化した圧倒的なパフォーマンスとなっている。

## ライブ・パフォーマンス
2020年1月の幕張メッセでの初披露では、SU-METALは独特なフロウを放ち、これまでのBABYMETALのライブでは生まれなかったであろうブルータルメタルとヒップホップのグルーヴをフロアにもたらした。

## 収録内容（12 inch / 45RPM）
| #  | タイトル  | 作詞 | 作曲・編曲 |
| -- | --------- | ---- | ---------- |
| 1. | 「BxMxC」 |      |            |

| #  | タイトル                                    | 作詞 | 作曲・編曲 |
| -- | ------------------------------------------- | ---- | ---------- |
| 1. | 「BxMxC(LIVE AT「LEGEND - METAL GALAXY」)」 |      |            |